# Krijn Perk Vlaanderen
Krijn Perk Vlaanderen (Hilversum, 17 augustus 1888 – Utrecht, 5 september 1965) was tuinarchitect en van 1927 tot 1953 hoofd van de plantsoenendienst van de gemeente Utrecht.
Vlaanderen volgde een opleiding in de tuinbouw en na op een aantal plaatsen in binnen- en buitenland gewerkt te hebben vestigde hij zich in 1911 als zelfstandig tuinarchitect en boomkweker in Hilversum. In 1927 trad hij in dienst van de gemeente Utrecht als plantsoenmeester. Hij ontwierp enkele begraafplaatsen: in 1931 de begraafplaats Tolsteeg in Utrecht en in 1932 de begraafplaats van de Fraters van de Congregatie van Onze Lieve Vrouw van het Heilig Hart (Fraters van Utrecht) in Zeist/De Bilt. Daarnaast was hij in 1935 verantwoordelijk voor de uitbreiding van het Julianapark in Utrecht. In juni 1942 werd hij door de Duitse bezetter ontslagen, maar op 7 mei 1945 nam hij zijn plaats als plantsoenmeester van de gemeente weer in.
Bij het bereiken van de pensioengerechtigde leeftijd in 1953 nam Vlaanderen afscheid van de gemeente Utrecht. Als afscheidscadeau kreeg hij een fiets, omdat hij immers voortaan de dienstfiets niet meer kon gebruiken. Na zijn pensioen bleef hij het vak van tuinarchitect uitoefenen.